# Siegfried Kärcher
Siegfried Kärcher (* 4. Oktober 1974 in Bad Kreuznach) ist ein deutscher Maler, Medienkünstler und Musiker.

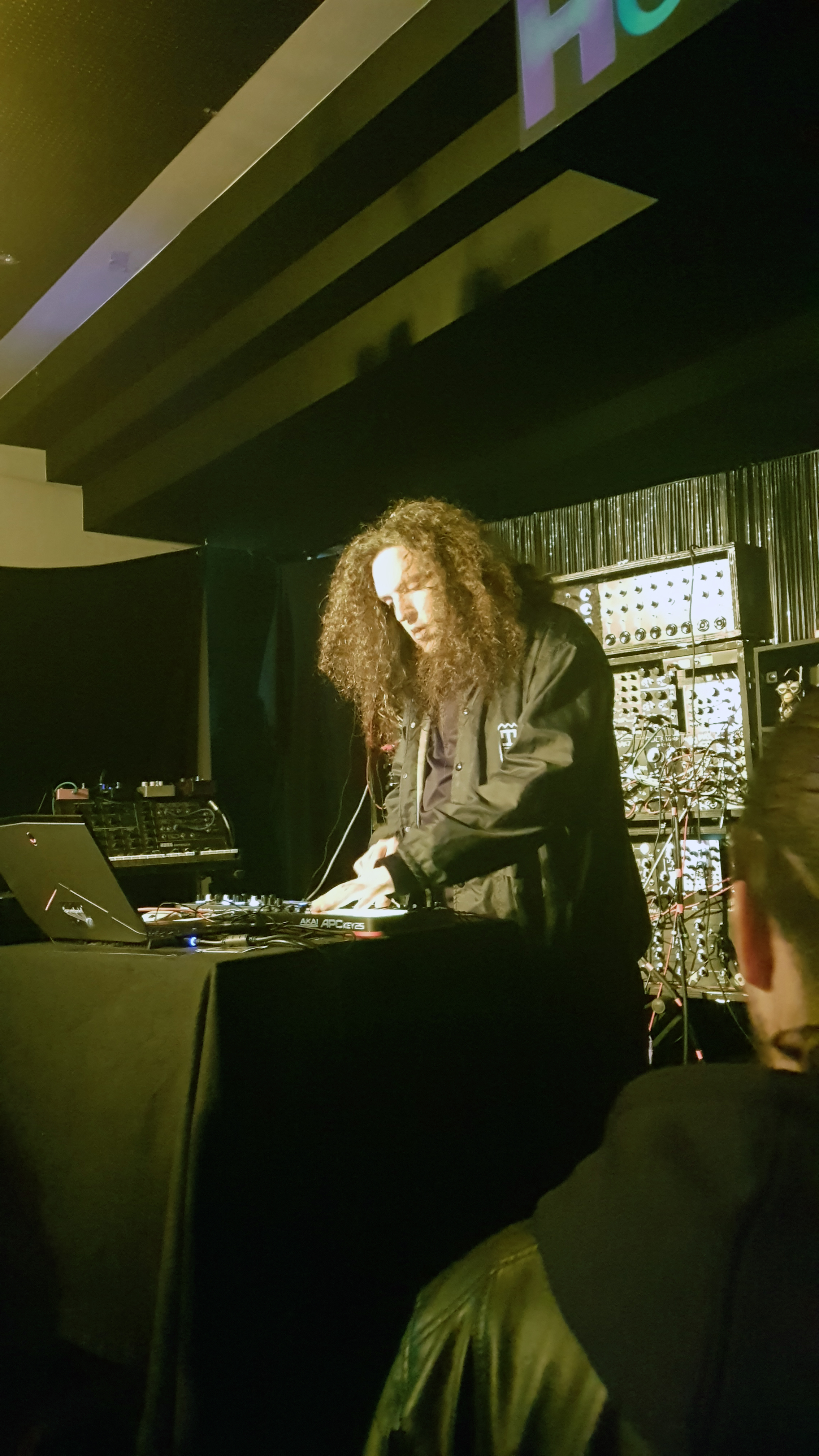
Siegfried Kaercher live as Opener for Look Mum No Computer at Horst Frankfurt 5/2019

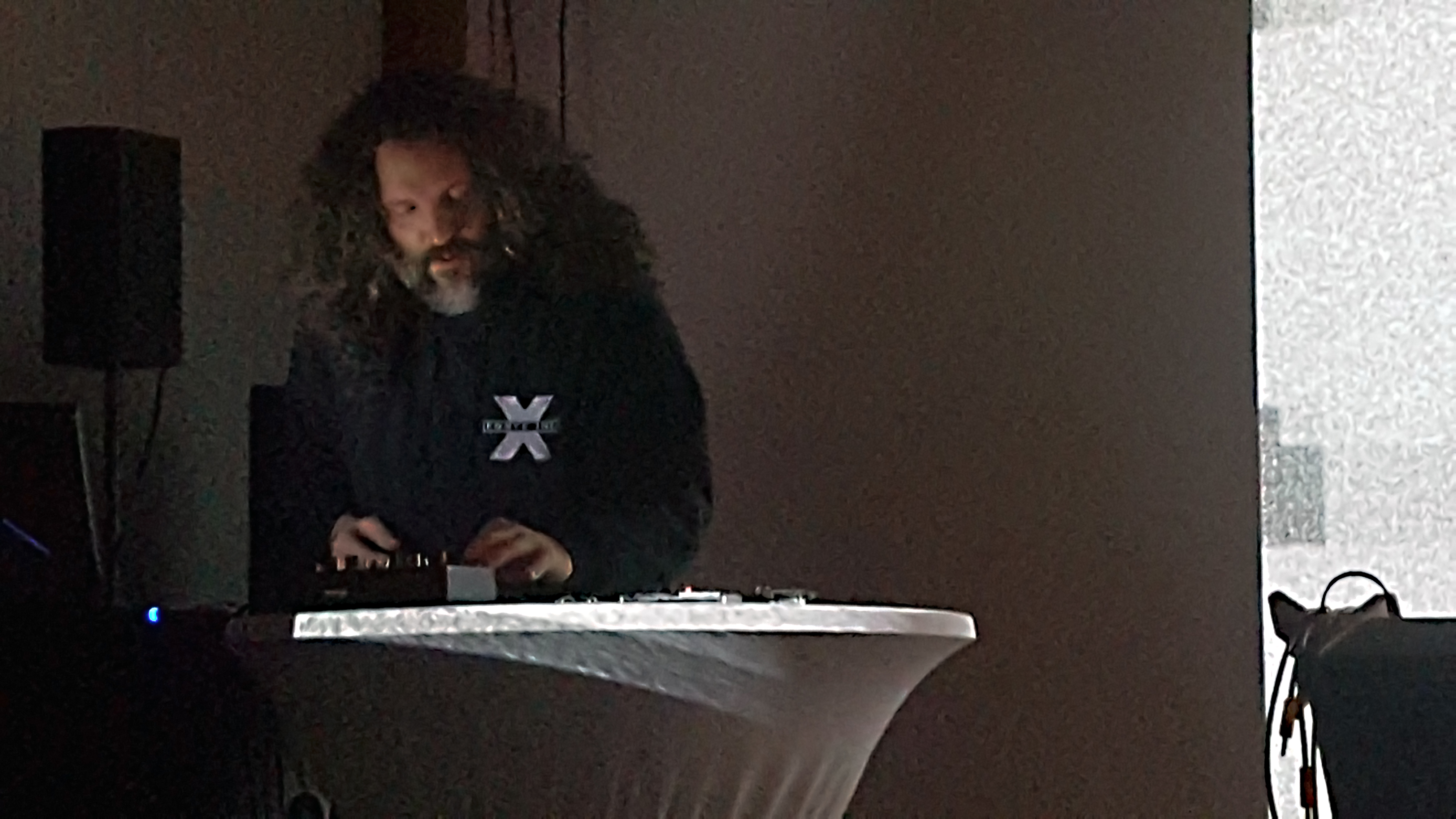
Siegfried Kärcher - Xerox Exotique #039 - Institut für neue Medien FFM

## Leben
Kärcher  studierte „Freie Bildende Kunst“ an der Fachhochschule Ottersberg, das er 2001 mit Diplom abschloss. Als freischaffender Künstler gründete er noch im selben Jahr eine Ateliergemeinschaft auf dem Atelierschiff in Frankfurt am Main. Es folgten Ausstellungsteilnahmen im In- und Ausland und diverse Lehraufträge für Kunst, Gestaltung und Multimedia. Er war Vorstand des Berufsverbands Bildender Künstler Frankfurt und Vertreter auf Landes- und Bundesebene. Als Musiker spielte er zahlreiche Konzerte im In- und Ausland.
Das gemeinschaftliche Musizieren „Jam“ ist für ihn eine besondere Ausdrucksform. Er spielte mit Musikern wie Cold Cut, Blurt, Pyrolator, Kebu oder Harald Grosskopf zusammen. Er ist seit den 1980er Jahren aktives Mitglied der Hacker-, Demo- und Computerszene. Er veröffentlicht elektronische Musik auf dem Frankfurter Labelkollektiv Force Inc.und Mille Plateaux.
Seit 2014 veranstaltet er mit wechselnden Gastkünstlerinnen und Gastkünstlern die Siegfried Kärcher Kunsttage im Radom auf der Wasserkuppe. 

## Kunstpreise
- 2012: 1. Preis Audio/Visual Award des Stockholm Fringe Festivals Kulturhuset Stockholm Schweden. Siegfried Kärcher setzte sich unter 400 Künstlern aus 40 Ländern durch und gewann den 1. Preis im Bereich Audio/Visual mit seinem Werk „Liph“. (Katalog)
- 2014: 1. Preis Kunst für Siegfried Kärchers Werk „1984_ZUSE_hen“ zum Thema Informatik und Gesellschaft – Computer und Geist – Aspekte einer Standortbestimmung der Frankfurt University of Applied Sciences. Programmkomitee: Prof. Dr. G. Doeben-Henisch. Prof. Dr. J. Schäfer und Dr. Dominik Wolf.

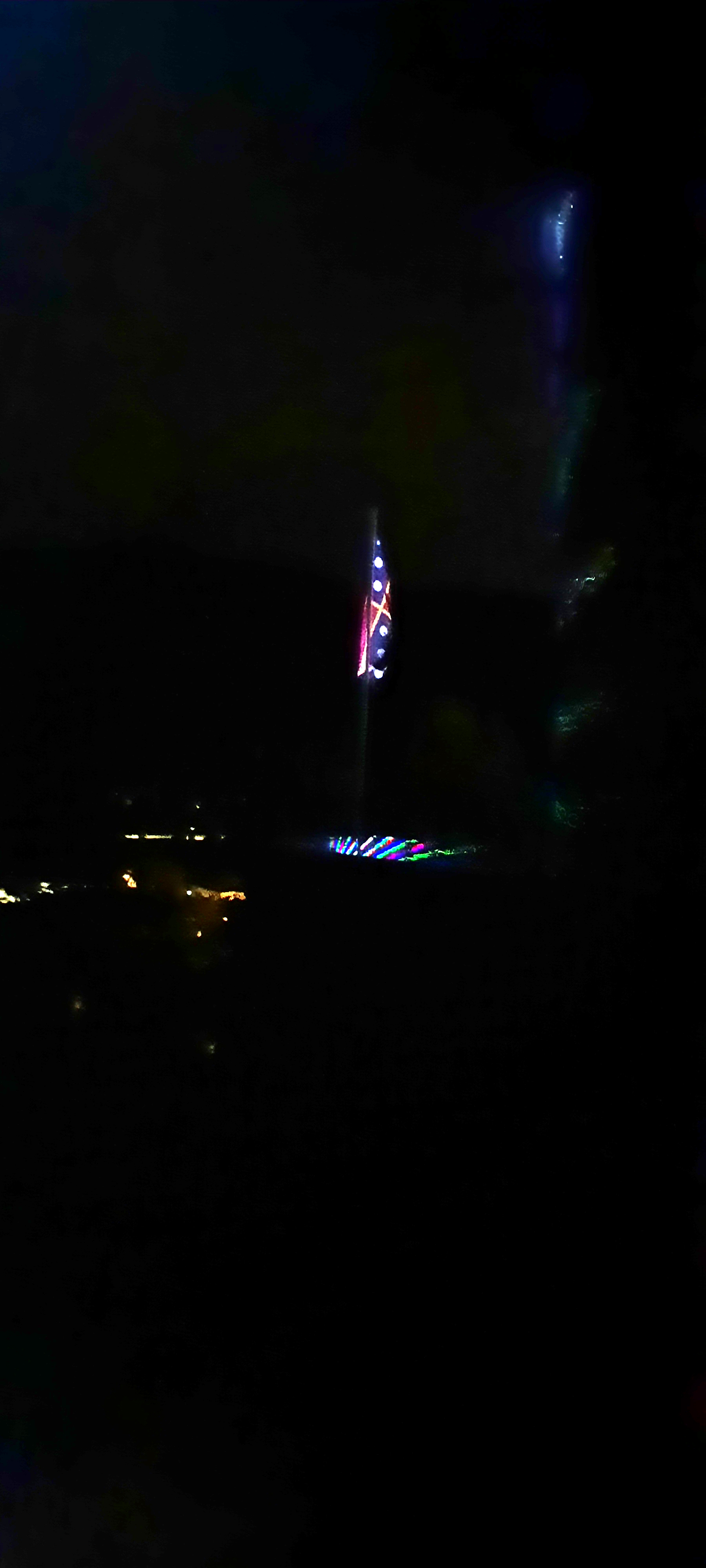
Siegfried Kaercher Illumination of Ebernburg Castle Bad Kreuznach Flag View

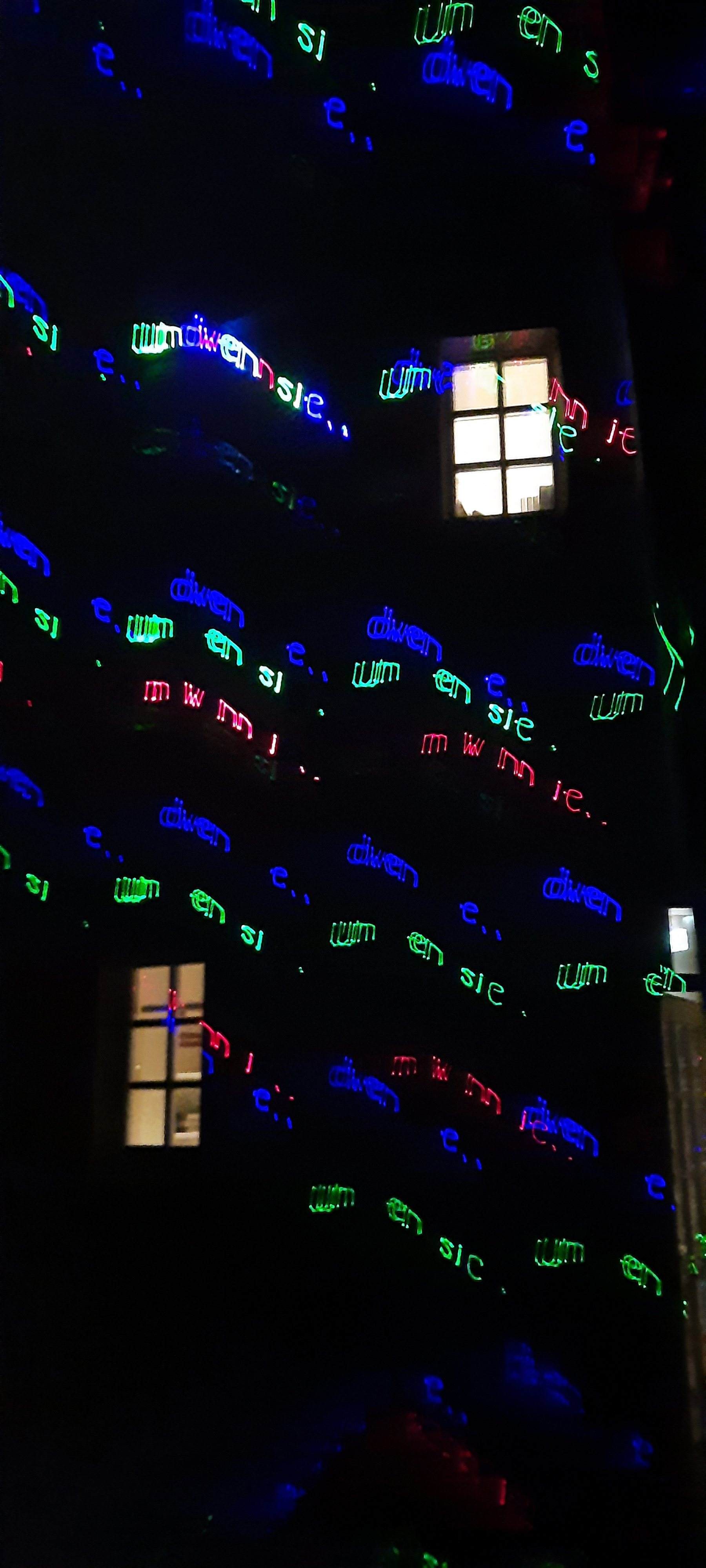
Siegfried Kaercher Illumination of Ebernburg Castle Bad Kreuznach Sentences View

## Ausstellungen
- 1997: „Aufbruch/Ausbruch II“ / Galerie Günther Klonz, Bad Kissingen
- 1998: „Ruheräume/Ruhe(t)räume“ / Kunstverein Freiberg
- 2000: „Situation für Kunst@Cuxhaven“ / Alte Wache, Cuxhaven
- 2002: „Situation für Kunst: Mein Frankfurt“ / Museumsuferfest Frankfurt/M.
- 2003: „Neue Gemälde“ / Atelierschiff Frankfurt/M. (Katalog)
- 2004: „Serie Rose 1“ / Atelierschiff Frankfurt/M. (Kat.)
- 2004: „Serie Rose 2“ / Kleines Haus, Kissinger Kunst und Kulturkreis. (Kat.)
- 2006: „Passion und Auferstehung in Form und Farbe“, Erlöserkirche Bad Kissingen
- 2008: Einzelausstellung, Baztille, Zoetermeer-Den Haag (NL)
- 2008: „Passion und Auferstehung in Form und Farbe“, Erlöserkirche Frankfurt(Kat.)
- 2009: Einzelausstellung, Nelimarkka Museum Alajärvi (FIN)
- 2009: Live performance, Museum Egon Schiele Art Centrum, Cesky Krumlov (CZ)
- 2009: Einzelausstellung „Rückeroberung des Himmels“, Kreisgalerie Mellrichstadt (D)
- 2014: Siegfried Kärcher-Kunsttage im Radom auf der Wasserkuppe[5]
- 2015: Siegfried Kärcher-Kunsttage im Radom auf der Wasserkuppe
- 2017: Audiovisuelle Installation „Inside/Outside“ Kunstraum der IG Galerien Wiesbaden[6]
- 2017: Siegfried Kärcher Kunsttage im Radom auf der Wasserkuppe
- 2019: Audiovisuelle Installation bei den Glanzlichtern Fürth[7]
- 2020: Audiovisuelle Installation auf der Rosenhöhe in der Neuen Künstlerkolonie Darmstadt[8][9]
- 2021: Tranz4mation II, Galerie Genscher Hamburg[10]
- 2022: Tranz4mation (Drei of Nein), Galerie Genscher[11]

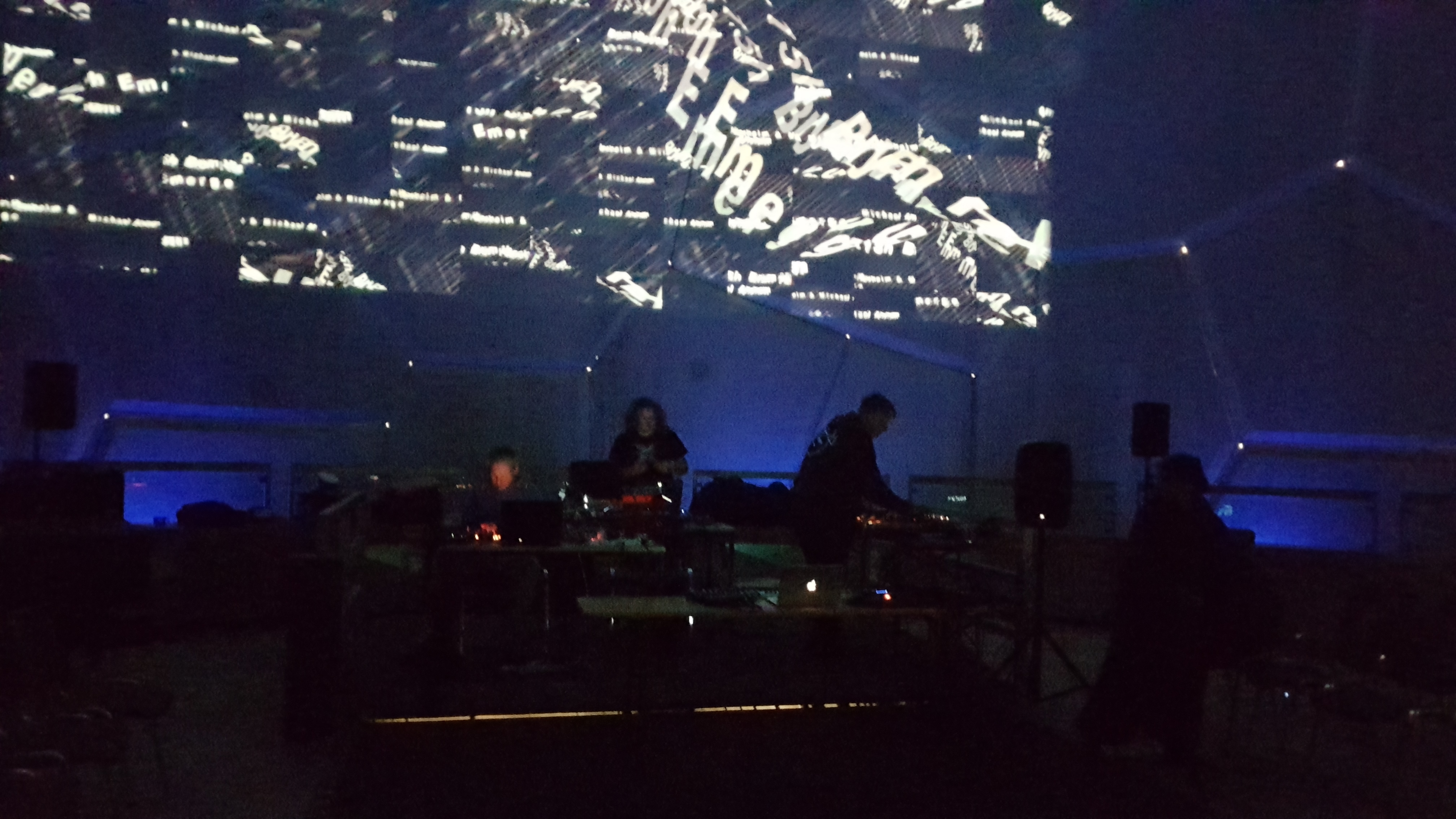
Siegfried Kärcher Kunsttage 2019 Radom Wasserkuppe

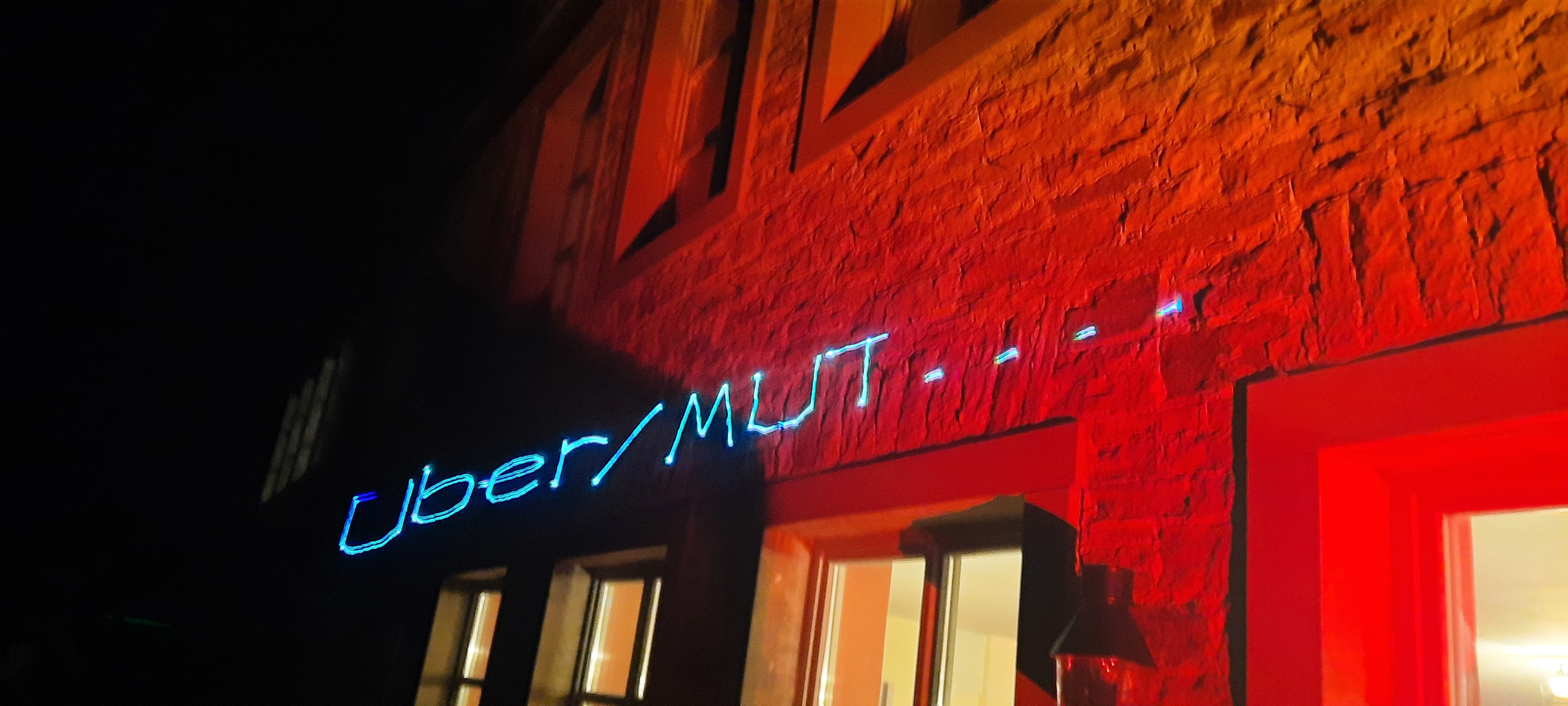
Siegfried Kaercher Illumination of Ebernburg Castle Bad Kreuznach Word Uber Mut View

### Gruppenausstellungen
- 1999 „Reisespuren“ / Kunstverein Uelzen (Katalog)
- 2000 „Künstlerbedarf“ / Projektraum Berlin-Mitte (Kat.)
- 2000 „Rhönsalon“ / Kunststation Kleinsassen, Fulda (Kat.)
- 2000 „Reisespuren“ / Grenzfahrt 21, Deutschland/Tschechien (Kat.)[12]
- 2004 „Kunst direkt“ / Kunstmesse Rheinland-Pfalz, Rheingoldhalle Mainz (Kat.)
- 2004 „Offene Ateliers Rheinland-Pfalz“, Frei-Laubersheim
- 2004 „Phoean“ / Deutsches Historisches Museum, Berlin (Kat.)
- 2005 „Offene Ateliers Rheinland-Pfalz“, Frei-Laubersheim
- 2005 „Rhönsalon“ / Kunststation Kleinsassen & Museum Tann, Fulda (Kat.)
- 2005 „Künstler des Hauses“ / Galerie Wildwechsel, Frankfurt (Kat.)
- 2006 „Ablegen“ / Atelierschiff Frankfurt
- 2008 „Kunst direkt“ / Kunstmesse Rheinland-Pfalz, Rheingoldhalle Mainz
- 2008: Artist in Residence, Fala, Koszalin, Polen
- 2009: Moldaustipendium des Hessischen Ministeriums für Wissenschaft und Kunst
- 2010: Direct Action Performance Festival Berlin
- 2010: Zu Gast in der Otto-Dix-Stadt Gera
- 2010: Gastkünstler und Ausstellung Ricklundgården Museum Lappland/Schweden (Kat.)
- 2012: Stockholm Fringe Festival Kulturhaus Stockholm (Katalog zweisprachig, Print und im Internet abrufbar)
- 2012: Medienkunstprojekte zur Luminale Festival der Lichtkultur in der Zeilgalerie und dem Palmengarten Frankfurt
- 2013: „Gastspiel 2013“ Audiovisuelles Konzert. Uraufführung im Bogenhof Fürth
- 2013: Rauminstallation im Bahnhof Frankfurt-Höchst[13]
- 2014: „Das Wagner-Experiment“ im Kurpark Bad Münster am Stein[14]
- 2015: Audiovisuelles Konzert zur Revision im E-Werk Saarbrücken
- 2015: Audiovisuelles Konzert zur Evoke in den Abenteuerhallen Köln-Kalk
- 2015: „Arcade Games Ambient“ audiovisuelles Konzert im Babylon Kino Fürth
- 2016: Audiovisuelles Konzert beim Glitch it! Festival im Institut für neue Medien Frankfurt
- 2016: Siegfried Kärchers Y8N8 Wellenformen, Yachtclub Frankfurt[15]
- 2017: Uraufführung der Komposition „Inside/Outside“ bei der kurzen Nacht der Galerien und Museen Wiesbaden[16]
- 2017: Gastauftritt Superbooth FEZ-Berlin
- 2017: Konzert und Visuals für Mijk van Dijk und AV-Workshop Playground AV Wien[17]
- 2017: Uraufführung „Gedanken zu Metropolis“ beim 3. Cinefonie-Tag Saarbrücken[18]
- 2018: Live Performers Festival[19] Museum Mattatoio Rom Italien mit A/V Workshop
- 2018: Noiselab Berlin Teufelsberg
- 2022: Made in Balmoral, Künstlerhaus des Landes Rheinland-Pfalz Schloss Balmoral[20]

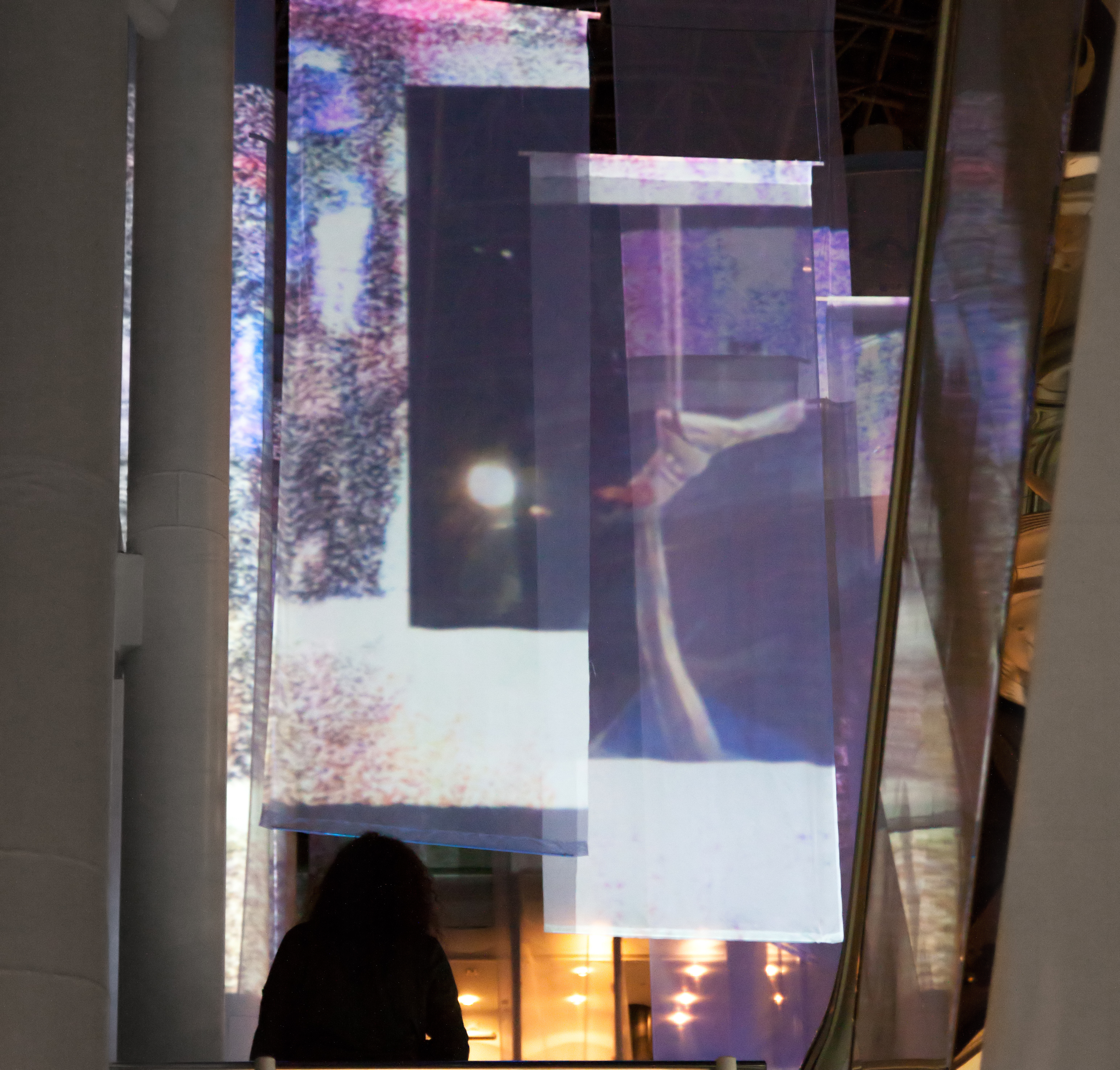
Siegfried Kaercher Live Performance Luminale 2012 at Zeilgalerie Frankfurt

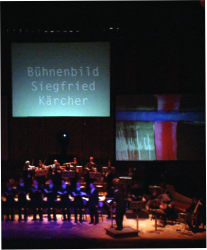
Siegfried Kaercher Stagedesign Kissinger Sommer Regentenbau Bad Kissingen

## Performances/Konzerte
- 2024: Ultrablack Nonference of Mille Plateaux, Forum Stadtpark Graz[21]
- 2022: Digitalanalog, Muffathalle München[22]
- 2021: Ambient Waves Festival Nazarethkirche München
- 2020: Corona Benefizkonzert im Retro Spiele Club-Museum in Gründung Hamburg
- 2019: E-Waves Music Festival[23]
- 2019: Digitalanalog 2019 Gasteig München[24]
- 2019: Dutch Modular Fest Den Haag
- 2019: Amiga34 Rheinisches Landestheater Neuss[25]
- 2019: Gesprächskonzert „Fachsamplen“ zum Jubiläum 100. Jahre Darmstädter Sezession im Designhaus Hessen[26]
- 2019: Siegfried Kärcher Wanderlust European Tour iklectik London[27]
- 2019: Siegfried Kärcher Wanderlust European Tour Kazimier Liverpool
- 2019: Konzert[28] als Support von  Look Mum No Computer  (UK) im Horst Frankfurt
- 2019: Audiovisuelles Konzert Xerox Exotique #039 im Institut für neue Medien Frankfurt
- 2019: Konzert als Support von Blurt (UK) im Horst Frankfurt
- 2018: Konzert bei 35. Chaos Computer Congress in der Messehalle Leipzig
- 2018: Konzert/Performance Sluice 2018m Kühlhaus Berlin
- 2018: Konzert als Support von Kebu im Zoom Frankfurt
- 2018: Eigene Clubnacht „Klängbilder“Samstags im Maze Berlin
- 2018: „Siegfried Kärchers Klängbilder Spezial“ zum 90. Geburtstag von Karlheinz Stockhausenim Kunstverein Montez Frankfurt
- 2018: Noiselab Dada-Performance mit Brandstifter und Live Concert mit Uraufführung des Werkes Teufelsberg
- 2018: A/V-Konzerte im Museum Mattatoio, Rom
- 2018: 35. Chaos Computer Congress
- 2018: Luminale – Biennale der Lichtkunst
- 2018: Klang und Raum Ambient Festivalmit Kompakt und Siegfried Kärcher St. Gertrud Köln
- 2017: 34. Chaos Computer Congress
- 2017: Audiovisuelles Livekonzert[29] im Kunstraum der IG Galerien Wiesbaden Faulbrunnenstraße Wiesbaden zur Nacht der Museen Wiesbaden
- 2017: „Eine kleine Nachtmusik mit dem Fokus auf die Entstehung und Entwicklung des deutschen Technos“ DJ-Set, Kurze Nacht der Museen Wiesbaden, Nassauischer Kunstverein Wiesbaden
- 2016: 33. Chaos Computer Congress
- 2015: Siegfried Kärchers „Stromkilometer 543“. Uraufführung im Rheintheater Bacharach.
- 2010: Blauverschiebung 3. Internationales Performance Festival Leipzig.
- 2010: Direct Action Performance Festival Berlin[30]
- 2002: „Liturgische Nacht“, Lesung und Musik zur Passion, Gedichte von Ingeborg Bachmann. Gesänge der Stille. Lesung und Darstellung, Synthesizer und Klavier-Improvisation; Melchior Franck: Gottesknechts-Motetten, Siegfried Kärcher: Multi-Media-Installation.

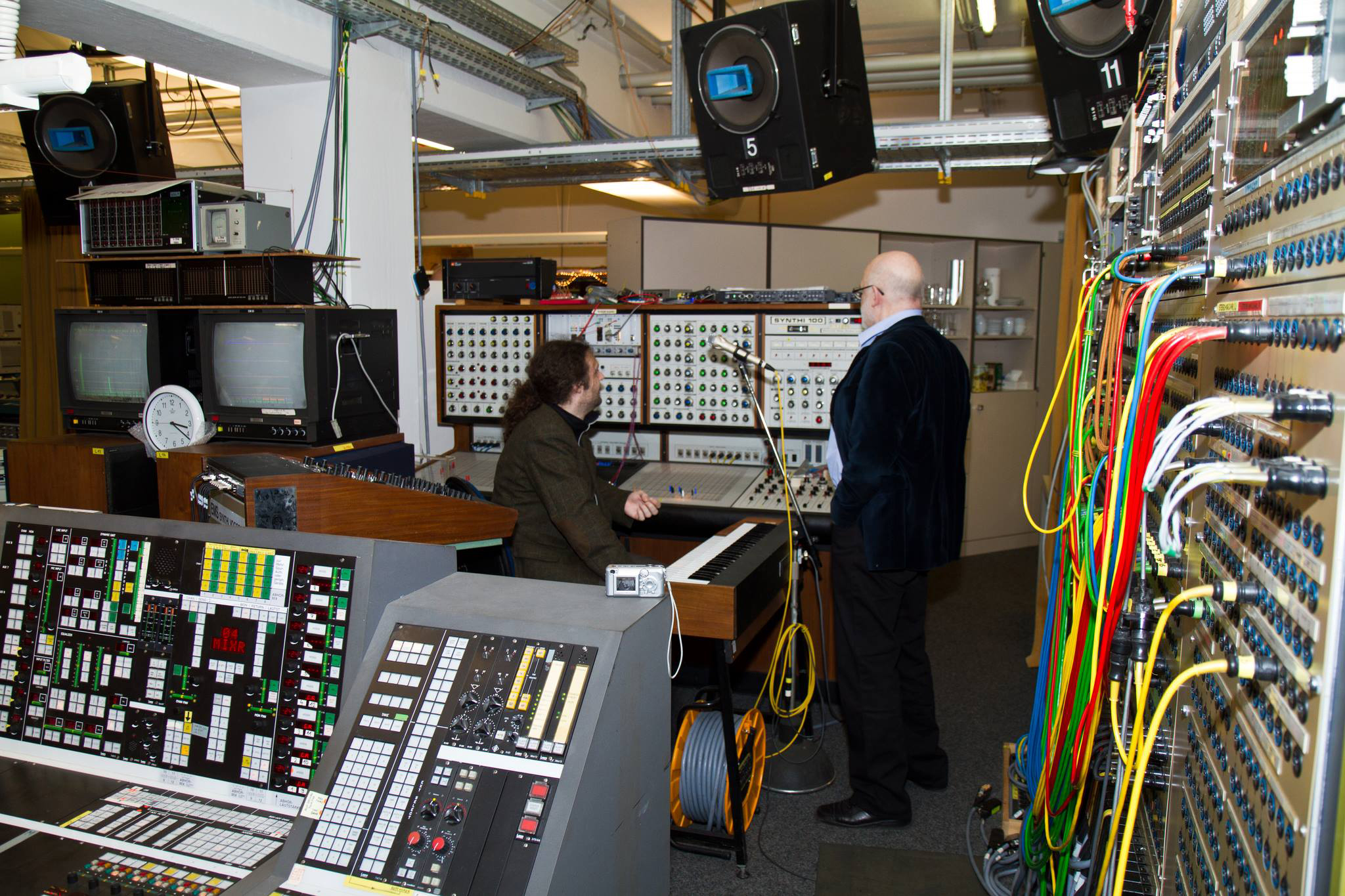
Siegfried Kärcher im Studio für elektronische Musik Köln mit Volker Müller (1942–2021), dem Toningenieur von Karlheinz Stockhausen

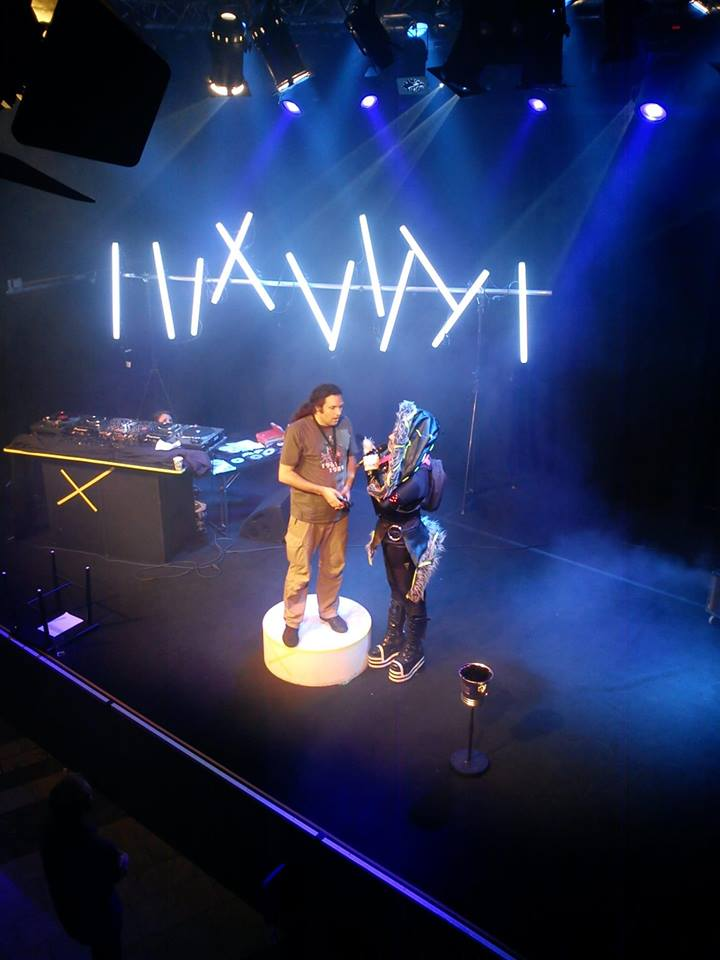
Siegfried Kaercher Award Ceremony Kulturhuset Stockholm

## Stipendien, Auszeichnungen, Vermischtes
- 1996: Studienzulassung Kunst durch Nachweis der Hochbegabung nach dem niedersächsischen Hochschulgesetz
- 2003: Künstlerportrait in der Hessenschau / HR-Fernsehen
- 2004: Vorstandsmitglied im Berufsverband Bildender Künstler Frankfurt am Main.
- 2005: Vorstandssprecher und Bundesdelegierter Berufsverband Bildender Künstler
- 2005: Ausstellungsförderung durch die Stadt Frankfurt am Main
- 2006: Bühnenbild Johannespassion von Johann Sebastian Bach mit dem dt. Kammerchor zum Kissinger Sommer im Regentenbau, Bad Kissingen
- 2008: Stipendium der niederländischen Sjabien Stiftung
- 2008: Stipendium des Künstlerbahnhofs Ebernburg e.V.
- 2008: Ausstellungsförderung durch die Stadt Frankfurt am Main
- 2008: Artist in Residence, Fala, Koszalin, Polen
- 2009: Stipendium und Ausstellung im finnischen Nelimarkka Museum
- 2009: Moldau-Stipendium des Landes Hessen
- 2010: Als Gastkünstler der Otto-Dix-Stadt Gera realisiert Kärcher eine Multimediaskulptur im ZEN-Kubus des BUGA-Parks
- 2010: Stipendium der niederländischen Sjabien Stiftung
- 2010: Gastkünstler und Ausstellung Ricklundgården Museum Lappland/Schweden
- 2010: Bei einem Kunstraub im Mai 2010in der Bad Kissingener Erlöserkirche wurden neben klassischen Ölgemälden auch drei Aquarelle aus Siegfried Kärchers Kreuz-Zyklus I gestohlen
- 2011: Stipendium Künstlerhof Roter Ochse Schleusingen
- 2011: Stipendiumsverlängerung und Einzelausstellung Künstlerhof Roter Ochse Schleusingen
- 2012: Medienkunstprojekte zur Luminale Festival der Lichtkultur in der Zeilgalerie und dem Palmengarten Frankfurt am Main
- 2016: Fernsehbericht „Hessenschau“ anlässlich der Make Rhein-Main im Kunstverein Lola Montez Frankfurt
- 2020: Stipendium des Landes Rheinland-Pfalz[31]
- 2021: Illumination der Ebernburg anlässlich der internationalen Tage des Erzählens

## Veröffentlichungen, Kataloge, Vorträge
- 2003: Siegfried Kärcher – Neue Gemälde. Ausstellungskatalog. Hrsg.: Atelierschiff Frankfurt. Kataloggestaltung: Siegfried Kärcher. Texte Andrea Pooch.
- 2015: Vortrag Meine Zeit als kreatives Mitglied der Computerszene bei Webmontag Frankfurt Brotfabrik Frankfurt
- 2018: Mitschnitt des CCC-Vortrags Meine Zeit als Mitglied der kreativen Computerszene, Technische Universität Darmstadt
- 2019: Einladung zur 19. Easterhegg des Chaos Computer Clubs an die TU Wien, um einen Vortragüber digitale Kunst in der Geschichte der Heimcomputer zu geben.
- 2023: Mitschnitt des CCC-Vortrags Demoscene now and then, 37. Chaos Computer Congress Congresscentrum Hamburg